# Danuta Lejman
Danuta Lejman, po mężu Perkowska (ur. 23 marca 1953) – polska lekkoatletka (sprinterka), mistrzyni Polski.

## Życiorys
Była zawodniczką Gwardii Olsztyn i MKS-AZS Warszawa.
Na mistrzostwach Polski seniorów na otwartym stadionie zdobyła pięć medali, w tym dwa złote w sztafecie 4 x 400 metrów (1971, 1973), srebrny w sztafecie 4 x 400 metrów (1977), brązowy w sztafecie 4 x 400 metrów (1974) oraz brązowy w biegu na 400 metrów w 1974. 
Rekordy życiowe:
- 200 m – 24,42 (16.06.1974)
- 400 m – 53.9 (22.06.1974)